# Buriadia
Buriadia é um gênero que existiu do Carbonífero até o Permiano. Plantas vascularizadas que se reproduzia por semente e possuia apenas a espécie tipo Buriadia heterophylla. Deu origem a família Buriadiaceae.

## Localização
Localizado no  Brasil, foram encontrados raros ramos do gênero Buriadia, que estão na Formação Rio Bonito e datam  do Sakmariano, no Permiano.